# Galium bolanderi
Galium bolanderi är en måreväxtart som beskrevs av Asa Gray. Galium bolanderi ingår i släktet måror, och familjen måreväxter. Inga underarter finns listade i Catalogue of Life.